# جیمسون (میسوری)
جیمسون (به انگلیسی: Jameson) یک روستا (ایالات متحده آمریکا) در ایالات متحده آمریکا است که در شهرستان دیویس، میزوری واقع شده‌است.
 جیمسون ۰٫۵۸ کیلومتر مربع مساحت و ۱۳۳ نفر جمعیت دارد و ۲۴۰ متر بالاتر از سطح دریا واقع شده‌است.